# Nourhan Manougian
Nourhan Manougian (Armeens: Նուրհան  Մանուկյան,) (Aleppo, 24 juni 1948) is de patriarch van Jeruzalem van de Armeens-Apostolische Kerk.
Manougian kreeg bij zijn doop de naam Boghos. Hij genoot zijn opleiding aan de seminaria van Antilyas (Libanon) en Jeruzalem. In 1971 werd hij tot priester gewijd. Vervolgens diende hij de Kerk onder meer in Zwitserland en de Verenigde Staten.
Hij studeerde aan het General Theological Seminary in New York en kreeg zijn MA in 1985. 
In 1998 werd Manougian benoemd tot lousararabed, Grand Sacristan van het Armeense Patriarchaat in Jeruzalem. In 1999 werd hij daar benoemd tot bisschop en in 2000 tot aartsbisschop. In 2009 volgde zijn benoeming tot patriarchaal vicaris.
Op 24 januari 2013 werd Manougian gekozen als patriarch van Jeruzalem van de Armeens-apostolische Kerk. Hij was de opvolger van Torkom Manoogian, die op 12 oktober 2012 was overleden.